# Baltic Cup 1931
Baltic Cup 1931 – czwarta edycja turnieju towarzyskiego Baltic Cup, rozegrana w dniach od 30 sierpnia do 1 września 1931 w stolicy Estonii – Tallinnie. W turnieju tradycyjnie wzięły udział trzy zespoły: drużyna gospodarzy, Litwy i Łotwy.

## Mecze
| 30 sierpnia: |  | Estonia | 2 | – | 0 | Litwa |

| 31 sierpnia: |  | Litwa | 0 | – | 1 | Łotwa |

| 1 września: |  | Estonia | 3 | – | 1 | Łotwa |

## Końcowa tabela
| M | Reprezentacja | L.m. | Zw. | Rem. | Por. | Bramki | R.br. | Pkt |
| 1 | Estonia       | 2    | 2   | 0    | 0    | 5:1    | +4    | 4   |
| 2 | Łotwa         | 2    | 1   | 0    | 1    | 2:3    | -1    | 2   |
| 3 | Litwa         | 2    | 0   | 0    | 2    | 0:3    | -3    | 0   |

Triumfatorem turnieju Baltic Cup 1931 została Estonia.